# Saša Krstić (muzičar)
Saša Krstić je srpski, jugoslovenski i Evropski klavijaturista koji neguje više različitih pravaca u muzici koji se mogu svrstati u Fussion na relaciji Sympho / Jazz / Hard Rock, a čije se ime najviše vezuje za rad u grupi Metro iz tadašnjeg Svetozareva.

## Biografija
Rođen je u Svetozarevu 3. januara 1961. a 1974. se doseljava u tzv. ELMOS-ovu zgradu u ulici Vuka Karadžića broj 13/b/11 gde upoznaje i svog komšiju iz iste zgrade gitaristu Ivana Ivicu Maksimovića (Svetozarevo, 12.08.1962. - Jagodina, 07.11.2019) (koji je tada živeo u stanu ispod njegovog) kada i počinju da se bave muzikom. U isto vreme, Saša i upisuje i završava Muzičku školu isto u Svetozarevu.
U jesen 1976. godine, Saša i Ivica upoznaju i bubnjara Zdravka Lalića (u to vreme učenika Slobodana Stojanovića Kepe iz grupe Smak) kada sa njim u tadašnjem  Svetozarevu formiraju svoj prvi bend T.N.T. sa kojim imaju i prve javne nastupe. Bend nije imao stalnog basistu, niti pevača, a ista sudbina je pogađala i njihove kasnije bendove: Cobra, Opsesia, Daf kao i West u prvom periodu rada (od jeseni 1979. do aprila 1980. godine). U tom periodu (1977. - 1980. godine), Saša svira paralelno i u drugim bendovima u Svetozarevu i okolini (Klan, Atomi, Krin, Tač, i dr.).
Na Sašin predlog početkom septembra 1981. godine, u grupu West dolazi  adekvatan vokal za Hard Rock pravac Branko Savić pevač dotadašnjeg paraćinskog benda Parakinova Deca, kao i kragujevačkog benda Mesečeva Potkovica. Početkom oktobra iste godine, bend West menja ime u Metro čiju su prvu postavu činili instrumentalisti iz ustaljene postave grupe West sa novim vokalom kada počinje i komponovanje sopstvenog autorskog materijala za album prvenac (videti dalje pod Metro - zvanična Wikipedia).
Saša Krstić je svirao u prvoj postavi grupe Metro - u periodu od septembra 1981. godine do kraja decembra 1982. godine. To je ujedno bila i najproduktivnija postava ovog benda obzirom da u to vreme nastupaju na više bitnih manifestacija za razvoj Rock’n’Rolla na području ex YU (takođe dalje videti pod Metro - zvanična Wikipedia). Svoj poslednji nastup sa bendom Metro (a to je ujedno bio i poslednji nastup tog benda u svojoj prvoj postavi) Saša ostvaruje 25. decembra 1982. godine u Paraćinu na Gitarijadi u hali 7. juli.
Posle ovog događaja, Saša odlazi na odsluženje vojnog roka u Bar, ali zvanično ne napušta bend. Po povratku sa odsluženja vojnog roka, on u februaru 1984. godine ponovo radi nekoliko proba sa (tada već kompletno  paraćinskim) bendom Metro, ali ostaje nezadovoljan tim učinkom, pa se odlučuje da definitivno napusti bend, te odlazi za Nemačku u martu iste godine i tamo nastavlja karijeru muzičara sa bračnim parom Marković (Zoranom i Sandrom) iz Svetozareva, Nešom bubnjarem iz Ćuprije i gitaristom Goranom Prelasom Burryjem (06.01.1963. god. Kragujevac) iz Kragujevca (ex Mesečeva potkovica) u novoosnovanom bendu Witness.
Saša (iako je još od marta 1984. godine živeo i svirao u Nemačkoj) biva zvanično prijavljen sa mestom boravka u toj zemlji u Berlinu tek početkom 1986. godine kada se tamo venčao i zasnovao porodicu.
Krajem 1986. godine, Saša u Nemačkoj u Berlinu osniva nov Dali Band sa Sandrom Roganović iz Beograda koja je bila pevačica i drugi klavijaturista i sa gitaristom Zoranom Nikčevićem iz Nikšića kao trio. Sa ovim bendom, Saša svira po Berlinu sve do 1992. godine kada Sandra napušta bend.
Nakon ovog aktivnog perioda bavljenja muzikom, Saša pauzira sa javnim nastupima, ali za sve to vreme, on neumorno vežba i komponuje u kućnom ambijentu.
Godine 1993. Saša se iz Berlina seli u Wernigerode, a od 2002. godine živi u Friedrichsafenu u Nemačkoj.
Početkom 2020. godine u saradnji sa svojim sinom režiserom Brankom Krstićem, Saša otpočinje i rad na sportsko / dokumentarnom filmu pod radnim nazivom Celi život u igri o svom ocu Živoradu Žići Krstiću (nekadašnjem sportskom novinaru u Radio Svetozarevu). Film (za koji je Saša uradio kompletnu muziku) je prikazan na 10. Zlatiborskom festivalu sportskog filma 29. avgusta 2021. godine, i osvojio nagradu za najbolji dizajn i fotografiju, dok je svoju jagodinsku premijeru imao 31. avgusta u Sali Kulturnog centra.
Dana 21.07.2020. godine su u RTV Kopernikus u Jagodini digitalizovani prvi demo snimci  grupa West i Metro koji su u periodu od 22.07. do 31.07. 2020. god. i remasterizovani  takođe u Jagodini u studiju Boža vlasnika Zorana Čede Marjanovića. Ti snimci su istog dana po završetku remasterizovanja 31.07. 2020. god. po prvi put javno objavljeni na You Tube Channelu  Zorana Uroševića (Mr. Blackmana).
Obzirom na Sašin nepresušni i urođeni talenat na polju apsolutnog sluha, neumornog, svakodnevnog i višesatnog vežbanja, kao i na njegov ozbiljan rad na komponovanju muzike kroz celu svoju karijeru klavijaturiste (i povremeno pozadinskog vokala), Saša Krstić je poglavito u svom rodnom gradu Svetozarevu (na dalje i na području cele ex YU, a kasnije i u Nemačkoj) ostao jasno ubeležen i zapisan kao muzičar za koga se i dan danas smatra da je bio i ostao dosledan svojoj nepromenljivoj doktrini posmatranja muzike kao oblasti ljudske kulture i izraza za koju ne postoje granice, te je time prvenstveno u svom rodnom gradu ostao upamćen kao najbolji klavijaturista po svim parametrima i kriterijumima  posmatranja i ocenjivanja.

## Muzički uzori
- Jonathan Jon Douglas Lord
- Kenneth Ken William David Hensley
- Richard Rick Christopher Wakeman
- Evangelos Vangelis Odysseas Papathanassiou
- Michael Mike Gordon Oldfield
- Jean Michel Andre Jarre

## Spoljašnje veze
- Intervju sa članovima grupe West, objavljen u nedeljniku Novi Put, aprila 1981. god
- Saša Krstić na sajtu Discogs
- Živomiru Krstiću nagrada za doprinos novinarskoj profesiji